# Scott Arnold (squash)
Pour les articles homonymes, voir Arnold.
Scott Arnold, né le 8 février 1986 à Sydney, est un joueur professionnel de squash représentant l'Australie. Il atteint en janvier 2008 la 54e place mondiale sur le circuit international, son meilleur classement. Il est champion d'Australie en 2008.

## Palmarès

### Titres
- Championnats d'Australie : 2008

### Finales
- Championnats du monde par équipes : 2007